# Avispa Fukuoka
O Avispa Fukuoka é um clube de futebol japonês. Sua sede fica na cidade de Fukuoka.

## História

### Inicio em Fujieda
O clube foi fundado em 1982, como Chūō Bōhan F.C era formado por trabalhadores da área de segurança e inicialmente sediado em Fujieda, eles conseguiram subir no campeonato regional nas décadas de 80 e inicio de 90 assim chegando a segunda divisão nacional. Para se profissionalizar o clube mudou o nome para  Fujieda Blux. Entretanto dificuldades politicas e de rivalidade local com o Júbilo Iwata e o Shimizu S-Pulse, fizeram a equipe adotaram outra cidade no caso Fukuoka, e o nome de Fukuoka Blux. 
A equipe amadora Chūō Bōhan F.C competiu até o ano de 2006.

### Mudança para Fukuoka
A mudança ocorreu em 1994 e em 1995 adotaram o nome de Fukuoka Blux e ingressaram na J-League, nesta época o clube contou como estrela o argentino Hugo Maradona, importante para subir a primeira divisão
Em 1996 o clube mudou o nome atual para Avispa Fukuoka e trouxeram jogadores internacionais como Satoshi Tsunami e Hideaki Mori.
No dia 4 de Novembro de 2023, o clube conquistou o primeiro título de sua história, sendo ele a Levain Cup, também chamada de Copa da Liga Japonesa.

## Estádio
O Avispa Fukuoka manda seus jogos no Level-5 stadium, estádio com capacidade para 22.563 lugares.

## Uniforme
Uniforme 1Camisa azul com listras horizontais pretas, calção azul e meias azuis.
Uniforme 2Camisa cinza com listras horizontais brancas calção cinza e meias cinzas.

## Desempenho
- 1996 - 15° lugar
- 1997 - 17° lugar
- 1998 - 18° lugar
- 1999 - 14° lugar
- 2000 - 12° lugar
- 2001 - 15° lugar
- 2002 - 2ª divisão (8° lugar)
- 2003 - 2ª divisão (4° lugar)
- 2004 - 2ª divisão (3° lugar)
- 2005 - 2ª divisão (2° lugar - promovido)
- 2006 - 16° lugar (rebaixado)
- 2007 - 2ª divisão (7° lugar)
- 2008 - 2ª divisão (8° lugar)
- 2009 - 2ª divisão (11° lugar)
- 2010 - 2ª divisão (3° lugar - promovido)
- 2011 - 17° lugar (rebaixado)